# Prix Robert-LaPalme
Le Prix Robert-LaPalme est un prix artistique décerné annuellement depuis 2006 en hommage au caricaturiste Robert LaPalme par un jury formé de spécialistes à un caricaturiste francophone québécois pour souligner la qualité de l'ensemble de son œuvre.
Il consiste en une œuvre originale de ce grand caricaturiste montréalais qui est offerte à l'artiste récipiendaire pendant le vernissage de l'exposition annuelle des 1001 Visages devant plusieurs dignitaires officiels représentant les différents paliers de gouvernement au Canada, soit municipal, provincial et fédéral, ainsi que des invités, des artistes et le grand public.

## Historique
Ce prix a été instauré par l'organisation à but non lucratif 1001 Visages dans le but d'encourager et de souligner la qualité du travail d'un artiste québécois de la caricature dont l'œuvre se signale par sa qualité et sa durée. Remis pour la première fois en 2006, il récompense l'œuvre d'un artiste dont le nom est soumis au jury formé d'experts du domaine réunis pour l'occasion par 1001 Visages. L'auteur gagnant se voit remettre une œuvre originale du caricaturiste Robert LaPalme par le fiduciaire de la Fondation Robert-LaPalme, Monsieur Jean-Pierre Pilon.
Le Prix Robert-LaPalme est le prix le plus prestigieux de ceux remis à l'occasion de l'évènement 1001 Visages.

## Lauréats du Prix
| Année | Récipiendaire                | Titre                                    |
| ----- | ---------------------------- | ---------------------------------------- |
| 2006  | Jean-Guy Lemay (J. Guilemay) | Auteur de bandes dessinées humoristiques |
| 2007  | Bado (Guy Badeaux)           | Caricaturiste éditorial Le Droit         |
| 2008  | André Pijet                  | Caricaturiste en direct                  |
| 2009  | Non attribué                 |                                          |
| 2010  | Oleg Dergachov               | Dessinateur d'humour                     |
| 2011  | Non attribué                 |                                          |
| 2012  | Non attribué                 |                                          |
| 2013  | Garnotte (Michel Garneau)    | Caricaturiste éditorial Le Devoir        |
| 2014  | Non attribué                 |                                          |